# (34213) 2000 QF69
2000 QF69 (asteroide 34213) é um asteroide da cintura principal. Possui uma excentricidade de 0.12600730 e uma inclinação de 9.72246º.
Este asteroide foi descoberto no dia 26 de agosto de 2000 por Spacewatch em Kitt Peak.